# Populus balsamifera
Populus balsamifera (choupo-bálsamo) é uma espécie de árvore do gênero Populus, pertencente à família Salicaceae. É nativa do norte da América do Norte.